# Allocarsidara incognita
Allocarsidara incognita är en insektsart som beskrevs av Jennifer L. Hollis 1987. Allocarsidara incognita ingår i släktet Allocarsidara och familjen Carsidaridae. Inga underarter finns listade i Catalogue of Life.